# PRIDE 7
PRIDE 7 fue un evento de artes marciales mixtas producido por PRIDE Fighting Championships, celebrado el 12 de septiembre de 1999 en el Yokohama Arena de Yokohama.

## Resultados
1. ↑  Schrijber fue descalificado tras darle una patada ilegal a Matsui en la nuca después de la campana.
2. ↑  Inicialmente dictaminó una victoria para Vovchanchyn; sin embargo, el resultado se cambió a un no contest debido a golpes ilegales de rodilla del ucraniano.